# Бирюковка (Астраханская область)
Бирюковка — село в Приволжском районе Астраханской области России. Является административным центром Бирюковского сельсовета.

## География
Село находится в юго-восточной части Астраханской области, на левом берегу протоки Рычан дельты реки Волги, на расстоянии примерно 7 километров (по прямой) к востоку-юго-востоку (ESE) от села Началово, административного центра района. Абсолютная высота — 24 метра ниже уровня моря.
Климат умеренный, резко континентальный. Характеризуется высокими температурами летом и низкими — зимой, малым количеством осадков, а также большими годовыми и летними суточными амплитудами температуры воздуха.

## Население
| 2002 | 2010  |
| ---- | ----- |
| 1707 | ↗1857 |

По данным Всероссийской переписи, в 2010 году численность населения села составляла 1857 человек (889 мужчин и 968 женщин). Согласно результатам переписи 2002 года, в национальной структуре населения казахи составляли 52 % , русские — 40 %.
| Национальность | Численность | Процент |
| -------------- | ----------- | ------- |
| Казахи         | 971         | 52%     |
| Русские        | 724         | 38,8%   |
| Татары         | 80          | 4,3%    |
| Даргинцы       | 44          | 2,4%    |
| Каракалпаки    | 14          | 0,7%    |
| Белорусы       | 6           | 0,3%    |
| Туркмены       | 5           | 0,3%    |
| Азербайджанцы  | 4           | 0,2%    |
| Армяне         | 3           | 0,2%    |
| Ногайцы        | 3           | 0,2%    |
| Украинцы       | 3           | 0,2%    |
| Узбеки         | 3           | 0,2%    |
| Не указана     | 8           | 0,4%    |
| Всего          | 1868        | 100%    |

## Инфраструктура
В селе находятся средняя школа, врачебная амбулатория (филиал МУЗ «Приволжская центральная районная больница»), библиотека и отделение Почты России.

## Улицы
Уличная сеть села состоит из 15 улиц.